# Metachrostis
Metachrostis är ett släkte av fjärilar. Metachrostis ingår i familjen nattflyn.

## Dottertaxa tillMetachrostis, i alfabetisk ordning[1]
- Metachrostis aethiops
- Metachrostis amanica
- Metachrostis anomala
- Metachrostis anticalis
- Metachrostis brunnea
- Metachrostis caliginata
- Metachrostis contingens
- Metachrostis dardouini
- Metachrostis deserta
- Metachrostis dilutior
- Metachrostis discirufa
- Metachrostis egens
- Metachrostis epistrota
- Metachrostis fasciata
- Metachrostis griseimargo
- Metachrostis mala
- Metachrostis melabela
- Metachrostis mendacula
- Metachrostis mendaculatis
- Metachrostis miasma
- Metachrostis nannata
- Metachrostis olivescens
- Metachrostis orientis
- Metachrostis pallidior
- Metachrostis paurograpta
- Metachrostis pergrisea
- Metachrostis quinaria
- Metachrostis rubescens
- Metachrostis rufivaga
- Metachrostis sefidi
- Metachrostis snelleni
- Metachrostis subrufa
- Metachrostis subrufescens
- Metachrostis tarda
- Metachrostis velocior
- Metachrostis velocissima
- Metachrostis velox
- Metachrostis vinacea